# Castelnau-Magnoac
Castelnau-Magnoac é uma comuna francesa na região administrativa de Occitânia, no departamento dos Altos Pirenéus. Estende-se por uma área de 12,56 km², Em 2010 a comuna tinha 821 habitantes (densidade: 65,4 hab./km²)..